# 点列石斑鱼
点列石斑鱼（学名：Epinephelus bontoides）为輻鰭魚綱鱸形目鱸亞目鮨科石斑鱼属的鱼类。分布于西太平洋區，包括台灣成功、菲律賓、印尼、索羅門群島、新不列顛，棲息深度可達30公尺，體長可達30公分，棲息在沙石底質海域，屬肉食性，生活習性不明。该物种的模式产地在安汶岛。

## 扩展阅读
維基物種上的相關：点列石斑鱼